# Víctor Estrada
Víctor Manuel Estrada Garibay (* 28. Oktober 1971 in Heroica Matamoros) ist ein ehemaliger mexikanischer Taekwondoin, der heute in der Politik tätig ist.

## Karriere
Estrada gewann in seiner Karriere insbesondere auf kontinentaler Ebene zahlreiche Titel. So wurde er von 1992 bis 1998 viermal in Folge Panamerikameister, zunächst in der Klasse bis 70 Kilogramm, anschließend dreimal in der höheren Klasse bis 80 Kilogramm. In diesem Zeitraum sicherte er sich bei Panamerikanischen Spielen ebenfalls mehrfach Medaillen. 1991 gewann er in Havanna Bronze, 1995 in Mar del Plata und 1999 in Winnipeg folgte jeweils der Gewinn der Goldmedaille. Auch 2003 in Santo Domingo gelang ihm nochmals der Goldgewinn.
Er gewann außerdem im Jahr 1993 den Wettbewerb der Klasse bis 83 Kilogramm bei den World Games in Den Haag. Im selben Jahr errang er in derselben Gewichtsklasse die Silbermedaille bei den Weltmeisterschaften in New York City. Nach erfolgreicher Qualifikation nahm er im Jahr 2000 in Sydney an seinen ersten Olympischen Spielen teil, wo er in der Klasse bis 80 Kilogramm nach einer Viertelfinalniederlage gegen den späteren Olympiasieger Ángel Matos und drei darauffolgenden Siegen in der Hoffnungsrunde die Bronzemedaille holte. Bei den Olympischen Spielen 2004 in Athen gehörte Estrada ebenfalls zur mexikanischen Delegation und belegte am Ende Rang fünf.
Seit 2015 ist Estrada, der Mitglied der Partido Revolucionario Institucional ist, Presidente municipal der Municipio Cuautitlán Izcalli.